# ورزشگاه هاوتورنز
ورزشگاه هاوتورنز (انگلیسی: The Hawthorns) ورزشگاه خانگی باشگاه وست برومیچ است که در وست برومویچ، انگلستان قرار دارد.
این ورزشگاه که در سال ۱۹۰۰ میلادی تأسیس شده دارای ۲۶٬۸۵۰ نفر ظرفیت می‌باشد.

## نگارخانه

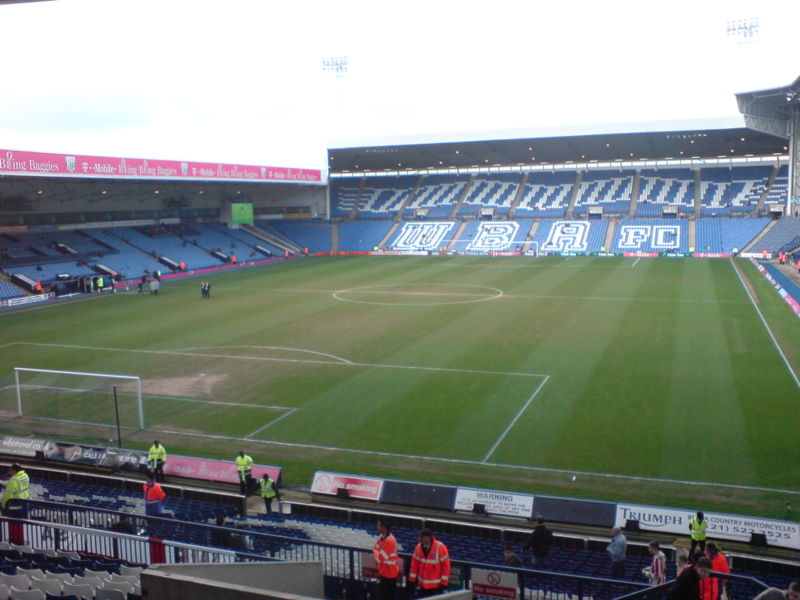
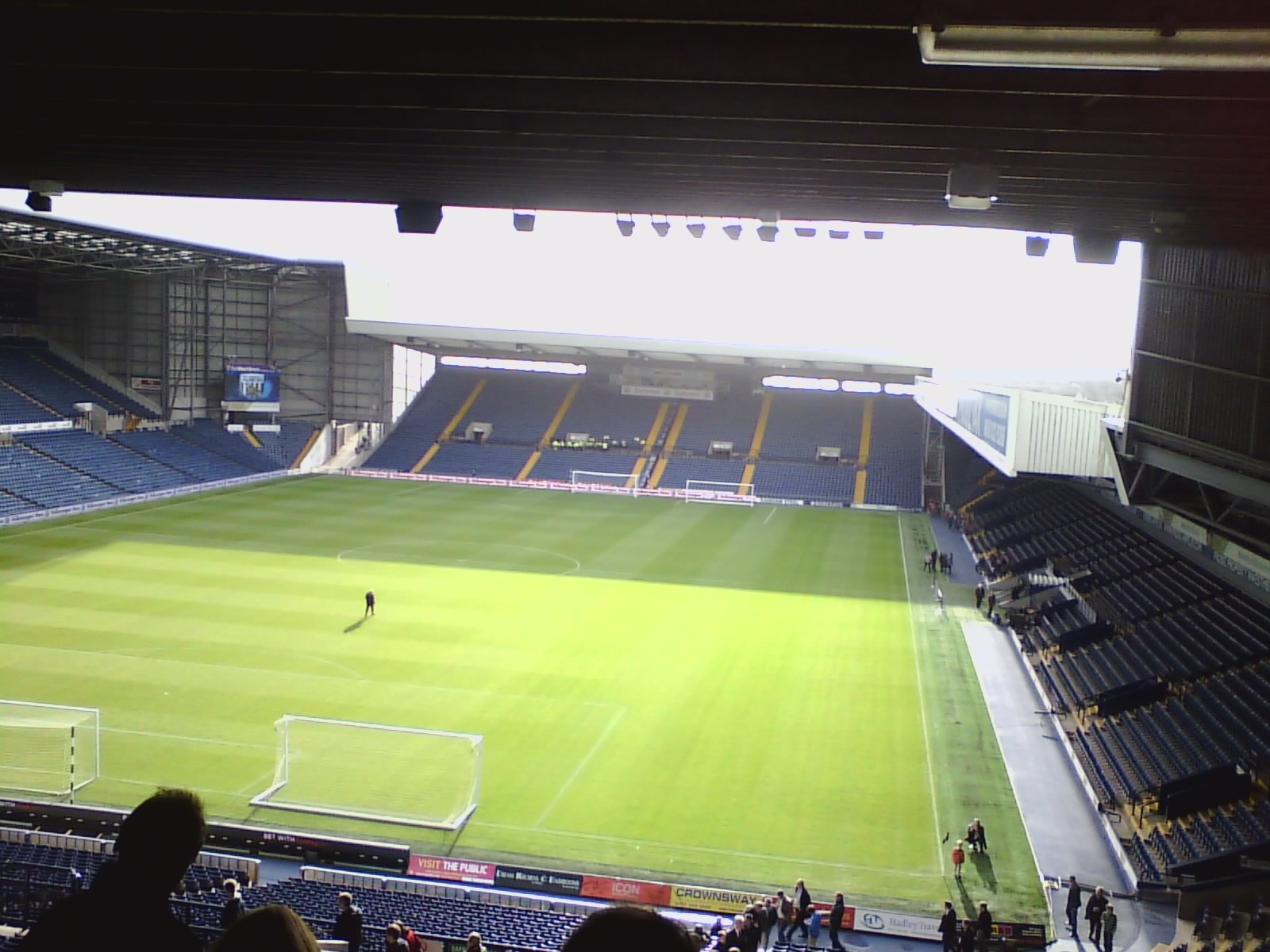
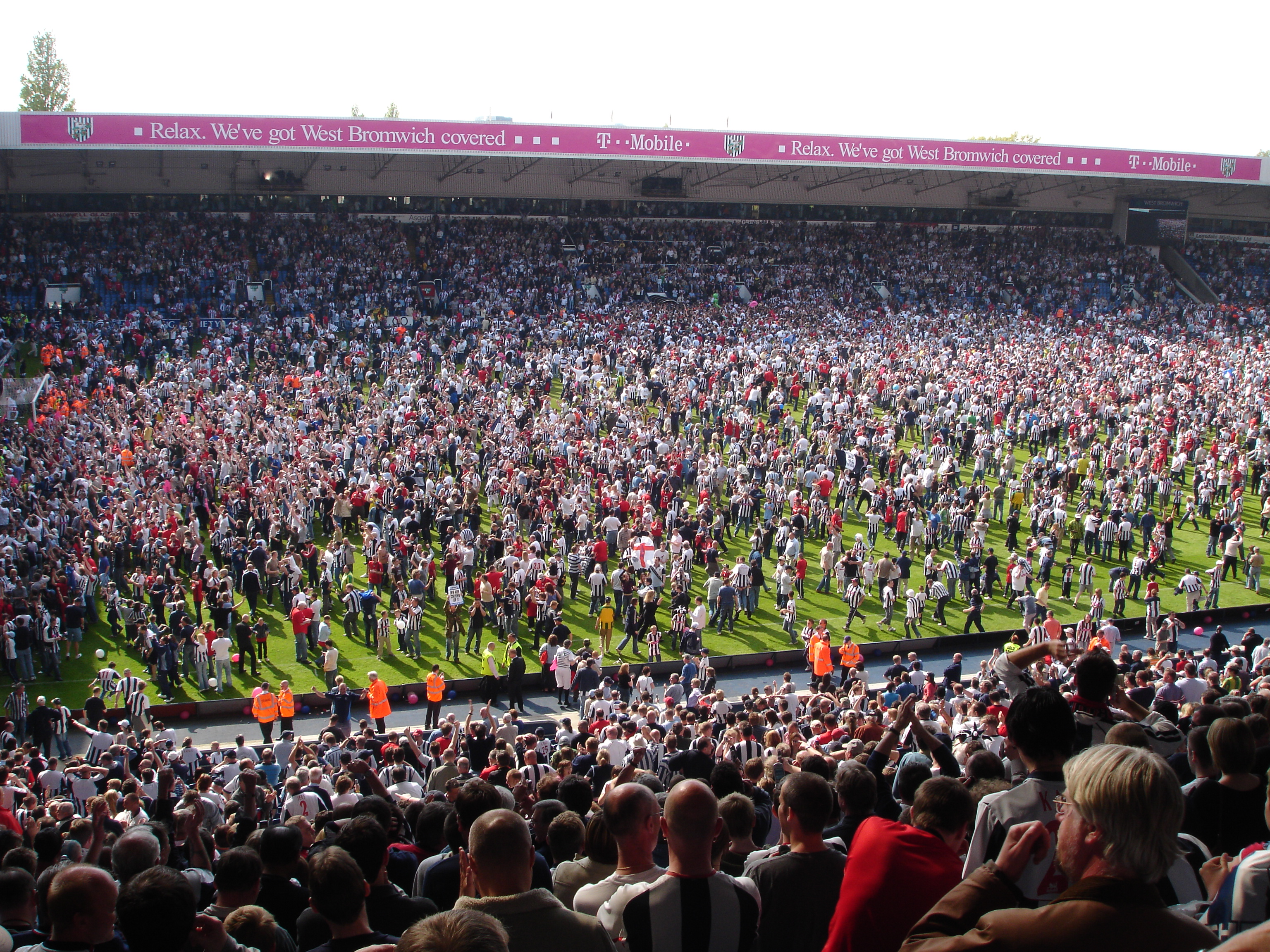
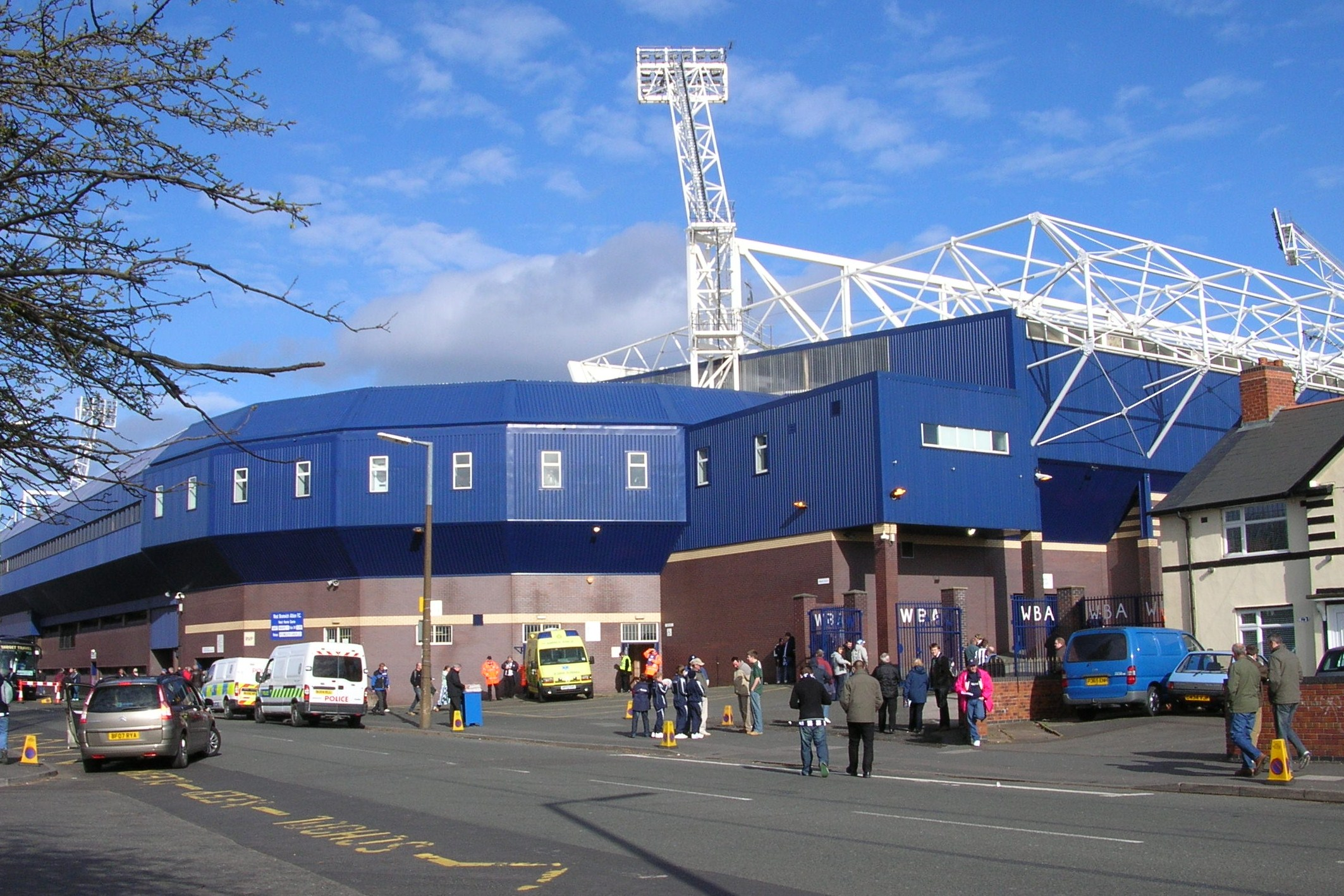